# محیدثه
محیدثه (به عربی: محیدثة) یک منطقهٔ مسکونی در لبنان است که در شهرستان راشیا واقع شده‌است. محیدثه ۱٬۱۴۰ متر بالاتر از سطح دریا واقع شده‌است.